# Muhammad al-Arabi al-Darqawi
Abu Abdullah Muhammad al-Arabi al-Darqawi (in arabo محمد العربي الدرقاوي‎?, talvolta traslitterato pure al-‘Arabī ad-Darqāwī o al-‘Arbī al-Darḳāwi) (1737 – 1823) è stato un mistico islamico e maestro sufi marocchino. È stato il fondatore della Darqawa, ramo della tariqah Shadhiliyya che da lui trae il nome. 
La fama di Darqawi è legata specialmente al suo epistolario, Ar Risâ'il, una serie di lettere rivolte ai discepoli nelle quali espone la sua dottrina.

## Biografia

### La questione delle fonti
Sebbene assai noto in Marocco, Darqawi rimane un personaggio pressoché sconosciuto in Occidente al di fuori degli ambienti specialistici. Le maggiori informazioni sulla sua vita vengono da un suo discepolo, Sīdī Būziyyān al-M‘askarī al-Iġrīsī, e da un suo scritto dal titolo Kanz al-asrar fi manaqib Mawlana l-Arabi l-Darqawi wa ba'd ashabihi l-ahyar, reso in francese da Jean-Luis Michon come "Le trésor des secrets dans les belles qualités de notre Maître Al-'Arabi al-Darqawi et de quelques-uns de ses excellents compagnons", ovvero Il tesoro dei segreti dentro le belle qualità del nostro maestro Al-'Arabi al-Darqawi e di qualcuno dei suoi eccellenti compagni. Il testo non è mai stato pubblicato né in originale né in traduzione, ma è presente in numerose copie manoscritte conservate in biblioteche sia private che pubbliche. Si tratta di uno scritto notissimo, sovente sotto il nome di Tabaqat darqawiyya, tra i sufi della confraternita Darqawa e delle sue diramazioni successive, dove non ha mai smesso di circolare.
Il testo è stato riassunto da Michon in un suo articolo per Arabica, in cui è stata anche proposta una traduzione parziale dell'introduzione.

### Vita di Darqawi
I documenti convergono nel datare la nascita di Darqawi al 1737 dell'Era Cristiana (1149/1150 dell'Egira). Solo Gabriele Mandel, nella sua Storia del sufismo, la situa invece nel 1760.
Darqawi era originario dei Bani Zerwal, una tribù situata a nord della città di Fès, dove ancora adolescente si trasferì e, assieme ai fratelli, intraprese studi coranici e tradizionali. Sempre a Fès, nell'anno 1182 dell'Egira (1767 dell'Era Cristiana) incontrò il maestro sufi 'Ali al-Jamal, "il cammello", soprannome di Abul-Hassan 'Ali ben 'Abd-Allah al-Imrani al-Hassani, e ne divenne discepolo. All'epoca, al-Jamal era un asceta ignoto al mondo, conosciuto e frequentato solo da pochi proseliti. Personaggio di fondamentale importanza della mistica magrebina di quegli anni, verrà ricordato a più riprese da Darqawi nelle sue lettere. Pure al-Jamal lascerà un epistolario, mai pubblicato e presente solo in due o tre copie manoscritte.
Darqawi fondò nel 1194/1780 una propria confraternita, la cui prima zawiya (edificio religioso attorno al quale si articola la vita e l'opera d'una confraternita sufica) era situata a Zarwal, "a dodici giorni di marcia da Fès", secondo la testimonianza di al-Igrisi. Non molto lontano, ad Amadjdjut, ne venne fondata una seconda, che a partire dal 1863 è la sede ufficiale della tariqa.
Sul finire del XVIII secolo dell'Era Cristiana, la Darqawa aveva acquisito una popolarità eccezionale in Marocco. In Algeria, la predicazione di Darqawi, vertente sulla povertà, l'auto-umiliazione e il disprezzo per gli affari mondani, specie quelli governativi, venne recepita dalle masse con un entusiasmo tale da creare disordini. Il sovrano marocchino Mawlây Sulaymân (r. 1792-1822), nel tentativo di mantenere buoni rapporti con i sovrani ottomani, che stavano incontrando molte difficoltà nel controllare i loro sudditi algerini, risolse nel 1805 di inviare Darqawi a Tlemcen, nel nord-est dell'Algeria, nella speranza che ciò potesse contribuire ad una risoluzione amichevole. Con sorpresa del sultano, Darqawi tornò in Marocco con un bay'a nel quale gli ulama di Tlemcen giuravano fedeltà e alleanza a Sulaymân. Interessato a mantenere rapporti amichevoli con gli ottomani, il sultano non fece valere mai questo documento.
Per rendere la confraternita meno invisa alle élite, Darqawi si rivolse ad al-Harraq, dotto della città di Tétouan, il quale, a partire dal 1818, riuscì a dare alla tariqa una posizione più conciliante in fatto di politica, stemperandone il radicalismo e rendendola accettabile anche dall'aristocrazia. Molti uomini politici di spicco, specie dopo la morte di Darqawi, divennero in effetti affiliati della confraternita.

### Morte e sepoltura
Quasi tutte le fonti concordano nel datare la morte di Darqawi nell'anno 1823 dell'Era Cristiana, ovvero il 1239 dell'Egira. J.-L. Michon riporta come data del decesso la notte del 28 ottobre 1823 (22 ṣafar 1239). Nella prefazione della traduzione inglese di Aisha Bewley delle Lettere, la morte di Darqawi viene datata, caso unico, al giorno 28 ṣafar 1235, ovvero 16 dicembre 1819. Al-Iġrīsī racconta che il corpo fu lavato dalla moglie dello shaykh, "l'assai pia, sincera e venerata Maryam" e che la preghiera fu detta da 'Abd al-Rahman, figlio dello shaykh l-'Utmani, secondo la volontà più volte espressa dal defunto. La salma fu trasportata la notte seguente nella zawiya di Bu Brih per essere inumata.

## Pensiero e dottrina
La dottrina di Darqawi e della Darqawa, espressa nelle Lettere e giudicata da Le Tourneau "perfettamente ortodossa", insiste sulla necessità per l'uomo di consacrarsi interamente alla contemplazione e alla unione mistica con Dio. Tale unione può essere raggiunta attraverso la preghiera, specie nella particolare forma del dhikr, ovvero nella ripetizione incessante d'una formula, una poesia o, talvolta, nell'esecuzione ripetuta d'una particolare danza. Una particolare forma di dhikr prescritta da Darqawi, esposta nella lettera n. 13 della raccolta curata da Titus Burckhardt, consiste nell'immaginare le cinque lettere del nome di Allah, sforzandosi di "ricostruirle" nell'immaginazione ogni volta che si dissolvono. Questo metodo, che lo  shaykh afferma di aver appreso dal suo maestro, e che presenta come la forma semplificata di una preghiera già praticata da ash-Shadili, mistico teso alla baqa, l'estasi permanente, nonché fondatore della confraternita Shadilliyya cui la Darqawa risale, consentirebbe di giungere in breve tempo alla cosiddetta "morte dell'ego", primo passo verso la gnosi. Darqawi asserisce che tale metodo gli recò "intuizioni immense" quando lo praticò "per poco più di un mese", come pure "grandi conoscenze e un intenso timore spirituale (heybah)".
Che la dottrina della "morte dell'ego" sia centrale in Darqawi è mostrato dall'insistenza con cui vi ritorna. Giunge a scrivere: "Si perviene a Dio soltanto attraverso la porta della morte dell'ego", come si legge nella lettera n. 8. 
Sul fronte morale, Darqawi raccomanda la morigeratezza delle passioni, la parsimonia nei godimenti, nonché la mortificazione dell'orgoglio, precetti comunque mai estremizzati o spinti sino all'ascetismo più assoluto, cosa d'altronde in genere estranea alla Shadilliyya, confraternita ove neppure il fondatore predicò mai la separazione definitiva dalla comunità e dunque da qualche forma di vita mondana.. Nella lettera n. 3, Darqawi cita il suo maestro al-Jamal, scrivendo: "Astenersi dalle cose significa sopravvalutare la loro potenza" oppure, nello stesso luogo, "Quando le luci della pura contemplazione sono rivelate, scompaiono sia l'asceta sia ciò di cui si priva."

## Eredità spirituale
Figura trascurata dagli orientalisti, i quali sono soliti considerare la mistica islamica come irrimediabilmente decaduta dopo i grandi personaggi del medioevo, Darqawi ha lasciato un'eredità spirituale che perdura anche nel XXI secolo. Tra le varie figure che sono state affiliate alla sua confraternita o che furono addirittura dei discepoli di Darqawi, e che spesso, a partire dalla Darqawa, diedero origine a nuove tariqa, Burckhardt ricorda al-Madani in Libia, al-Yashriti, che fondo zawiya in Siria e Palestina, al-Fasi, che operò al Cairo e a Colombo, e al-'Alawi, shaykh algerino cui Martin Lings dedicò un saggio del 1961, A Sufi Saint of the Twentieth Century.

## Opere

### Traduzioni in alcune lingue occidentali delleLetteredi Darqawi

#### Francese
- (FR) al-‘Arabī ad-Darqāwī, Lettres d'un maître soufi, traduzione di Titus Burckhardt, Milano, Archè, 1978, ISBN 9788872520697.
- (FR) Mulay Al-Arabi Al-Darqawi, Lettres sur le Prophète et autres lettres sur la Voie spirituelle, traduzione di Tayeb Chouiref, Editions Tasnîm, 2010, ISBN 978-2953220070.
- (FR) Mulay Al-Arabi Al-Darqawi, Lettres du grand maître soufi, traduzione di Idrîs de Vos, Editions Albouraq, 2017, ISBN 9791022502016.

#### Inglese
- (EN) Muḥammad al-ʻArbī ibn Aḥmad Darqāwī, Letters of a Sufi Master, traduzione di Titus Burckhardt, Nancy Pearson, Martin Lings, Perennial Books, 1969.
- (EN) Muḥammad al-ʻArbī ibn Aḥmad Darqāwī, The Darqawi Way, traduzione di Aisha Bewley, Diwan Press, 1981, ISBN 9780906512067.

#### Italiano
- (IT) al-'Arabi ad-Darqawi, Lettere d'un maestro sufi, a cura di Titus Burckhardt, traduzione di Titus Burckhardt, Giorgio Jannaccone, Arché edizioni, 1989.
- (IT) al-'Arabi ad-Darqawi, Lettere d'un maestro sufi, a cura di Titus Burckhardt, traduzione di Titus Burckhardt, Giorgio Jannaccone, SE, 1997, ISBN 9788867235261.
- (IT) al-'Arabi ad-Darqawi, Lettere d'un maestro sufi, a cura di Titus Burckhardt, traduzione di Titus Burckhardt, Giorgio Jannaccone, Mondadori, 1998.

Si tratta della medesima traduzione, pubblicata da differenti editori. Scelta antologica dall'epistolario dello shaykh, curata, tradotta in francese e annotata da Burckhardt, e poi resa in italiano da Jannaccone, raccoglie gli unici testi di Darqawi disponibili in questa lingua.

#### Spagnolo
- (ES) Shaykh Al-'Arabî Ad-Darqâwî, Cartas de un maestro sufí, traduzione di Titus Burckhardt, Alejandro Corniero, José J. de Olañeta Editor, 2001, ISBN 978-84-7651-470-2.